# Stripsipher centralis
Stripsipher centralis är en skalbaggsart som beskrevs av Ricchiardi 1998. Stripsipher centralis ingår i släktet Stripsipher och familjen Cetoniidae. Inga underarter finns listade i Catalogue of Life.